# デンマーク牧場

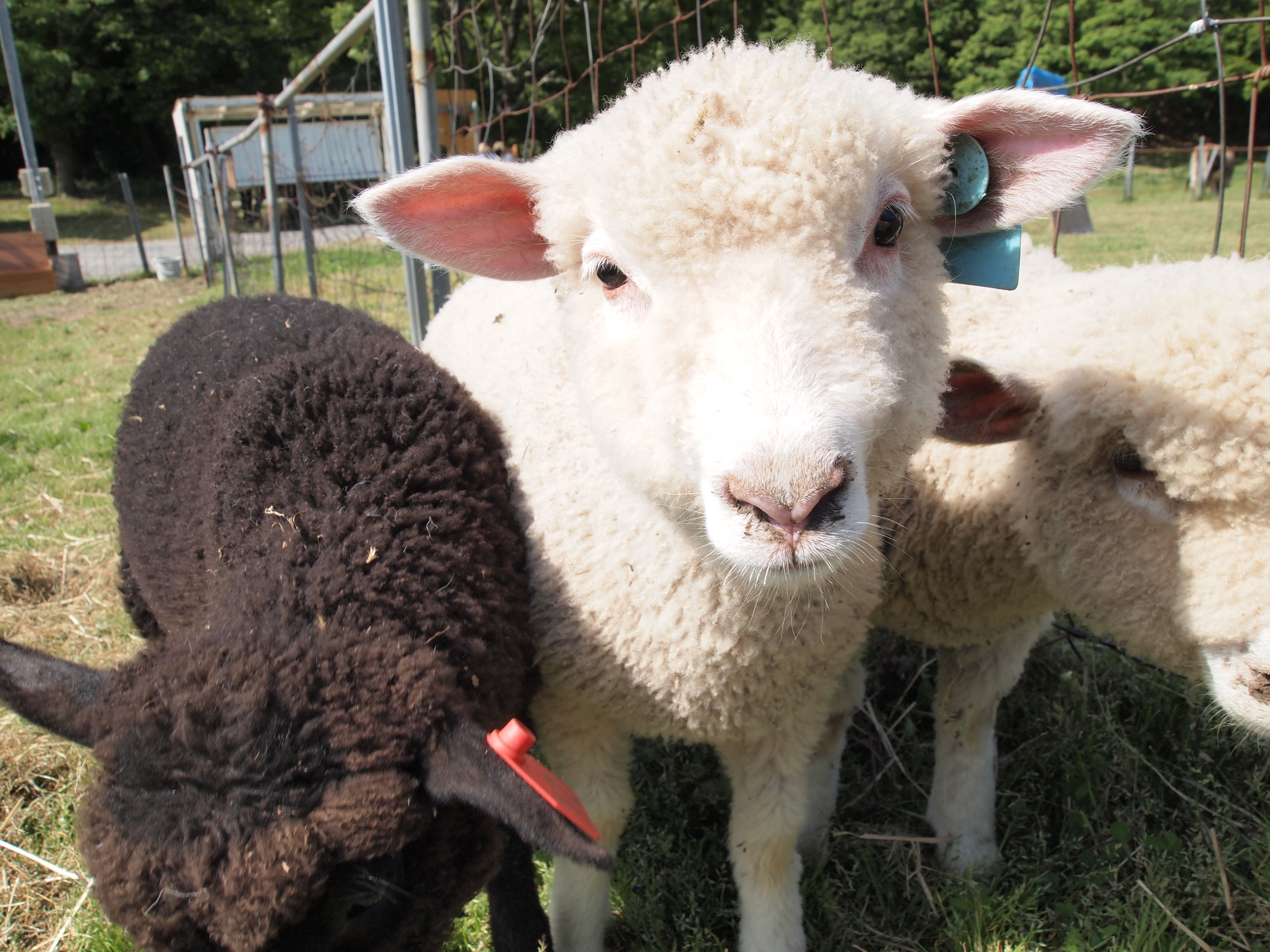
デンマーク牧場（2015年5月1日）

デンマーク牧場（デンマークぼくじょう）は、静岡県袋井市山崎に所在する牧場。現在、運営は日本福音ルーテル教会が支援する「社会福祉法人デンマーク牧場福祉会」が行なっている。

## 概要
1963年にデンマーク生まれの牧師、ハリー・トムセンが土地を取得し、牧場と農学校を設置（この為「トムセン牧場」とも呼ばれる）。全国から登校拒否児童などを集め、牧場スタッフとして働きながら学ぶフリースクールのようなスタイルを取っていた。
その後日本福音ルーテル教会が事業を受け継ぎ、2003年に社会福祉法人格を取得。現在は牧場に附属する形で特別養護老人ホーム「ディアコニア（ギリシア語で『奉仕』を意味する）」や児童養護施設、精神科療養所などを設けている。
牧場は15万坪の土地にジャージー牛やホルスタインなど約30頭を飼育。この他にも多くの小動物を飼っている。一般向けの見学も行なう。